# The Way Perilous
The Way Perilous è un cortometraggio muto del 1913 prodotto e diretto da Archer MacMackin.

## Trama
Un giovane lascia la fidanzata, il padre e la casa nel Sud per la grande città. Ma lì cade vittima delle cattive compagnie,

## Produzione
Il film, che fu prodotto dalla Essanay Film Manufacturing Company, venne girato nello stato di New York a Ithaca.

## Distribuzione
Distribuito dalla General Film Company, il film - un cortometraggio di una bobina - uscì nelle sale cinematografiche USA il 21 ottobre 1913.